# Paquicefalosaures
Els paquicefalosaures (Pachycephalosauria, «llangardaixos amb el cap gruixut», del grec antic) formen un clade de dinosaures ornitisquis]. Entre els gèneres més ben coneguts es troben el paquicefalosaure, Stegoceras, Stygimoloch, i Dracorex. La majoria van viure durant el Cretaci superior, a el que avui és Nord-amèrica i Àsia. Eren animals bípedes, herbívors/omnívors i amb cranis gruixuts.

## Taxonomia
La següent taxonomia segueix la classificació de Sullivan de l'any 2006.
- Família Pachycephalosauridae
  - Alaskacephale
  - Colepiocephale
  - Goyocephale
  - Hanssuesia
  - Homalocephale
  - Prenocephale (incl. Sphaerotholus)
  - Stegoceras (incl. Ornatotholus)
  - Tylocephale
  - Tribu Pachycephalosaurini
    - Dracorex - possible jove de paquicefalosaure[1]
    - Pachycephalosaurus
    - Stygimoloch - possible jove de paquicefalosaure[1]
- Pachycephalosauridae incertae sedis (ubicació incerta)
  - Wannanosaurus
- Nomina dubia (noms dubtosos)
  - Gravitholus
  - Ferganocephale
  - Heishansaurus (probablement un ancilosaure)
  - Micropachycephalosaurus
  - “Stegoceras” bexelli

Sullivan no considera Stenopelix (a vegades assignat als paquicefalosaures com a membre més basal) prou diagnosticat per a ser assignat a aquest grup, i el situa com un ornitisqui incertae sedis.